# TV JOJ
TV JOJ – słowacka ogólnotematyczna komercyjna stacja telewizyjna. Po Markízie najchętniej oglądana stacja w kraju. Jej obecnym prezesem jest Marcel Grega, a właścicielem czesko-słowacki fundusz J&T Enterpises.

## Historia
TV JOJ rozpoczęła nadawanie 2 marca 2002 o godzinie 20:00. Wyemitowano program Noviny. Pierwszym prezesem stacji był Richard Rybníček. Następnie funkcję tę objął Milan Kňažko. Aktualnym prezesem jest Marcel Grega. Inauguracja stacji przebiegała pod hasłem „Nuda na Slovensku skončila” (Nuda na Słowacji się skończyła). W 2008 roku uruchomiono nowy kanał, JOJ Plus, który jest adresowany do ludzi starszych. W 2012 roku hasłem reklamowym stacji było Viditeľne tvoja (słow. „Widocznie twoja”)
W 2015 roku stacja zmieniła oprawę graficzną oraz logo. Nowym sloganem stacji zostało Zážitok vidieť, co w tłumaczeniu na polski oznacza „Zobacz doświadczenia”. Zmianie uległa także oprawa wszystkich programów informacyjnych stacji.

## Kanały TV JOJ
| Nazwa stacji | Opis stacji |
| ------------ | --- |
| TV JOJ       | Główna stacja ogólnotematyczna, która 1 marca 2002 roku zastąpiła kanał TV GLOBAL.                                                                               |
| Plus         | Druga stacja JOJ GROUP, nadaje głównie zagraniczne seriale i filmy oraz powtórki z głównego kanału. Wystartowała 5 października 2008 pod nazwą JOJ PLUS          |
| WAU          | Trzecia stacja grupy, wystartowała 15 kwietnia 2013. Program przeznaczony dla młodych, aktywnych kobiet.                                                         |
| Jojko        | Czwarta stacja JOJ, nadaje po słowacku. Prezentuje program dla dzieci. Nadaje od 1 stycznia 2015 roku.                                                           |
| JOJ Cinema   | Piąta kanał grupy JOJ, nadaje od 15 czerwca 2015 roku. Prezentuje filmy w języku czeskim, bez przerw na reklamy.                                                 |
| JOJ Šport    | Szósta kanał grupy JOJ, nadaje od 6 października 2021 roku. Jest to pierwsza stacja sportowa skupiająca się głównie na słowackich sportowcach i ich wynikach.    |
| JOJ 24       | Siódmy kanał grupy JOJ, nadaje od 2 października 2022 roku. Prezentuje 80% wiadomości i 20% dziennikarstwo.                                                      |
| JOJ Svet     | Ósmy kanał grupy JOJ, nadaje od 15 sierpnia 2023 roku. Prezentuje najpopularniejsze i najnowsze filmy dokumentalne z całego świata.                              |
| JOJ Family   | to Dziewiąty po programie filmowym JOJ Cinema stacja, która oficjalnie działa na rynku czeskim.                                                                  |
| JOJ Šport 2  | Dziesiąty kanał grupy JOJ, nadaje od 6 października 2021 roku. Jest to pierwsza stacja sportowa skupiająca się głównie na słowackich sportowcach i ich wynikach. |

## Oglądalność
Pod względem oglądalności TV JOJ znajduje się na drugim miejscu, za Markízą i przed pierwszym kanałem STV. TV JOJ ma kilka procent przewagi na rynku nad słowacką jedynką, głównie dzięki programom takim jak: Dievča za milión, Miliónový tanec albo VyVolení.
Na oglądalność ma również wpływ to, że sygnał TV JOJ odbiera tylko 83% Słowaków posiadających telewizor (dla porównania: Markíza 98%, STV 99%).

## Szefowie stacji
- 2002–2003 Richard Rybníček
- 2003–2007 Milan Kňažko
- 2007–2010 Richard Flimel
- 2010–2014 František Borovský
- Od 20 lutego 2014 Marcel Grega

## Walka o 19:00
TV JOJ rozpoczęła 2 lutego 2008 roku walkę z informacyjnym programem Markizy Televíznymi novinami. O 19:00, wtedy, kiedy są emitowane na Markízie Televízne noviny, na TV JOJ nadawane są Krimi Noviny. Nowy program zajmuje się dziennikarstwem śledczym oraz przedstawia kryminalne wydarzenia ze Słowacji. Dopiero o 19:30 na TV JOJ zaczynają się Noviny, a o 20:00 stacja emituje w dni robocze Noviny PLUS. Sport nadawany jest w weekendy o 20:00. Żaden z tych programów oprócz Novin nie znajduje się w pierwszej dziesiątce najchętniej oglądanych programów tego kanału. Stacja usiłuje powstrzymać widzów przed przełączaniem pilota na Televízne noviny.
W tygodniowych sprawozdaniach widać spadek programu informacyjnego Markízy do poziomu między 20 a 30% udziałów w rynku, a Noviny znajdują się na tym samym kilkunastoprocentowym poziomie od dłuższego czasu.

## Wybrane programy obecnie emitowane przez stację

### Informacja
- Noviny (program informacyjny)
- Krimi Noviny (dziennikarstwo śledcze)
- Noviny PLUS (informacje i publicystyka)
- Najlepšie Počasie (pogoda)
- Šport (sport)
- Ranné Noviny (program informacyjny)
- Noviny o 12 (program informacyjny)

### Publicystyka
- Črepiny (program publicystyczny)
- Črepiny PLUS (magazyn reporterów)
- De Facto (talk-show)
- Politika.sk

### Rozrywka
- Inkognito
- Top Star
- Bez obáv, prosím! (talk-show)
- Dovidenia, stará mama
- Varí vám to (program kulinarny)
- ZOO
- Moja mama varí lepšie ako tvoja
- Črepiny okolo sveta za 80 dní (program o podróży Rasťa Ekkerta dookoła świata)
- Hviezdy na ľade (słowacka wersja programu Gwiazdy tańczą na lodzie)
- 15 min. KUCHÁR
- Páli vám to? (słow. wersja teleturnieju Daję słowo)
- Geissenovci
- Hudobná horúčka (słow. Muzyczna gorączka)
- Nové bývanie – Design
- Farmár hľadá ženu (słowacka edycja Rolnik szuka żony)
- Profesionáli (serial podobny do 13 posterunek)

## Programy wycofane lub zakończone
- Panelák – słow. „blok z wielkiej płyty"
- VyVolení
- Mafstory (sitcom parodiujący słowacką mafię)
- Celebrity CAMP (program, w którym słowackie gwiazdy przez pewien czas mieszkają na opuszczonych filipińskich wyspach)
- Riskuj!
- Soňa Talkshow
- Vojna slov (teleturniej)
- Hľadá sa supermodelka (słow. Poszukiwanie supermodelki)
- Otec v akcii
- Veľký hráč (słowacka wersja programu Poker Face – w Polsce Wielki Poker)
- Nikdy nehovor nikdy